# Friede von Amiens
Der Friede von Amiens wurde am 25. und 27. März 1802 im nordfranzösischen Amiens zwischen Großbritannien auf der einen Seite und dem napoleonischen Frankreich, Spanien und der Batavischen Republik auf der anderen Seite geschlossen. Er beendete damit endgültig den Zweiten Koalitionskrieg, nachdem bereits 1801 im Frieden von Lunéville die britischen Koalitionäre Österreich und das Heilige Römische Reich aus diesem ausgeschieden waren. 

## Bestimmungen
Gemäß dem Frieden von Amiens sollte Großbritannien alle kolonialen Eroberungen außer Ceylon (heute Sri Lanka) und Trinidad an Frankreich und Malta an den Malteserorden zurückgeben, das einer von allen europäischen Großmächten garantierten dauernden Neutralität unterworfen sein sollte. Frankreich sollte Ägypten, Neapel und den Kirchenstaat räumen. Die Unantastbarkeit des Osmanischen Reiches wurde garantiert.
Eine Besonderheit stellte der Verzicht Englands, bzw. des englischen Königs, auf jeden Anspruch auf den französischen Thron dar. Nach 473 Jahren endete daher, wohl bedingt durch die republikanische Wirklichkeit in Frankreich, der Brauch der englischen Könige, parallel auch den Titel eines Königs von Frankreich zu führen.
Frankreich war de facto der Sieger und schnitt somit deutlich besser ab. Langfristig konnte der Friede jedoch nicht halten, denn Napoleon unterließ es, einen Handelsvertrag mit Großbritannien abzuschließen; d. h., dass alle Einschränkungen, die während des Krieges gegolten hatten, auch weiter bestanden. Keine der Bestimmungen des Vertrages wurde vollständig erfüllt und so kam es ab dem 16. Mai 1803 erneut zum Krieg zwischen Großbritannien und Frankreich.
Unterzeichnet wurde der Vertrag vom Ersten Konsul Napoléon Bonaparte und Joseph Bonaparte für Frankreich, Rutger Jan Schimmelpenninck für die Batavische Republik, José Nicolás de Azara für Spanien und Charles Cornwallis, 1. Marquess Cornwallis für Großbritannien.

## Folgen
Im Ergebnis strömten zahlreiche britische Touristen auf den Kontinent. Laut Christopher Herold befanden sich bis September 1802 allein in Paris zehntausend Briten, und in den aufblühenden Salons der großen Damen sprach man sich wieder mit „Madame“ statt „Bürgerin“ an. Der Friede währte jedoch nur dreizehn Monate und drei Wochen, da beide Seiten einander bezichtigten, den geschlossenen Vertrag nicht einzuhalten. Schließlich erklärte Großbritannien am  23. Mai 1803 Frankreich den Krieg, der sich 1805 zum Dritten Koalitionskrieg ausweiten sollte. 
Noch vor der offiziellen Kriegserklärung hatte die Royal Navy ohne Vorwarnung am 17. Mai alle in Großbritannien ankernden französischen und niederländischen Handelsschiffe beschlagnahmt und deren Besatzungen interniert, insgesamt knapp 1200 Mann. Im Gegenzug ließ Napoleon am 22. Mai (2ter Prairial des Jahres XI) alle in Frankreich und Italien weilenden männlichen Briten zwischen 18 und 60 Jahren festsetzen. Der Großteil der etwa 700 bis 800 Betroffenen bestand aus Zivilisten, von denen einige erst 1814, nach Napoleons erster Abdankung, wieder in die Heimat zurückkehren konnten.